# Risoluzione 2334 del Consiglio di sicurezza delle Nazioni Unite
La risoluzione 2334 del Consiglio di sicurezza delle Nazioni Unite è stata adottata il 23 dicembre 2016 con 14 voti a favore su 15, con essa si chiede ad Israele di porre fine alla sua politica di insediamenti nei territori palestinesi dal 1967, inclusa Gerusalemme Est, si ribadisce che non riconoscerà alcuna modifica dei confini del 1967, se non quelle concordate dalle parti con i negoziati e insiste sul fatto che la soluzione del conflitto in Medio Oriente passi per una soluzione negoziale per il progresso della soluzione dei due Stati al fine di addivenire ad una pace definitiva e complessiva. 
La risoluzione è passata con 14 voti a favore perché a sorpresa gli Stati Uniti d'America guidati dal presidente Barack Obama nell'imminenza dello scadere del proprio mandato, si sono astenuti e non hanno fatto ricorso al loro potere di veto per bloccare il provvedimento.

## Estratto della risoluzione
Il Consiglio di sicurezza:
esprimendo grave preoccupazione per il fatto che le continue attività di colonizzazione israeliane stanno mettendo pericolosamente in pericolo la possibilità di una soluzione dei due Stati in base ai confini del 1967, [...]

1. riafferma che la costituzione da parte di Israele di colonie nel territorio palestinese occupato dal 1967, compresa Gerusalemme est, non ha validità legale e costituisce una flagrante violazione del diritto internazionale e un gravissimo ostacolo per il raggiungimento di una soluzione dei due Stati e di una pace, definitiva e complessiva;[...]

2. insiste con la richiesta che Israele interrompa immediatamente e completamente ogni attività di colonizzazione nei territori palestinesi occupati, compresa Gerusalemme est, e che rispetti totalmente tutti i propri obblighi a questo proposito;[...]

3. ribadisce che non riconoscerà alcuna modifica dei confini del 1967, comprese quelle riguardanti Gerusalemme, se non quelle concordate dalle parti con i negoziati;[...]

4. sottolinea che la cessazione di ogni attività di colonizzazione da parte di Israele è indispensabile per salvaguardare la soluzione dei due Stati e invoca che vengano intrapresi immediatamente passi positivi per invertire le tendenze in senso opposto sul terreno che stanno impedendo la soluzione dei due Stati;[...]

13. decide di seguire attivamente la questione.»